# Kill Yr Idols
Kill Yr Idols es el segundo EP de la banda neoyorquina de rock alternativo y noise rock Sonic Youth. Fue lanzado en octubre de 1983, por medio de la discográfica de poco renombre Zensor Records. Éste EP fue originalmente lanzado solamente en Alemania. 
Al igual que Confusion Is Sex, Kill Yr Idols presenta un sonido abrasivo y directo, complementando la producción de éste primero, aunque con un sonido un poco más desarrollado. Contiene temas presentes en su álbum anterior.
En el año 1995, se realizó una edición de Confusion Is Sex, en la cual estaba contenido este EP, por medio de la discográfica DGC Records, afiliada a Geffen Records. Se editó en versión en CD por lo que fue mucho más accesible que su versión de 1983.
Este tema fue lanzado en vinilo de 12 pulgadas, muy raro de encontrar hoy en día debido a sus muy limitadas ediciones y reproducciones, por lo que es valorado como una pieza valiosísima de colección para los fanes de Sonic Youth. 

## Lista de canciones

### Edición de 1983
| Lado A |                                                        |            |          |  |
| N.º    | Título                                                 | Letras     | Duración |  |
| 1.     | «Protect Me You» (voz de Kim Gordon)                   | Kim Gordon | 5:28     |  |
| 2.     | «Shaking Hell» (versión de LP; voz de Kim Gordon)      | Kim Gordon | 4:06     |  |
| 3.     | «Shaking Hell» (versión en directo; voz de Kim Gordon) | Kim Gordon | 3:15     |  |
| 12:49  |                                                        |            |          |  |

| Lado B |                                         |                |          |  |
| N.º    | Título                                  | Letras         | Duración |  |
| 1.     | «Kill Yr Idols» (voz de Thurston Moore) | Thurston Moore | 2:51     |  |
| 2.     | «Brother James» (voz de Kim Gordon)     | Kim Gordon     | 3:17     |  |
| 3.     | «Early American» (voz de Kim Gordon)    | Kim Gordon     | 6:07     |  |
| 12:15  |                                         |                |          |  |

### Edición de 1995
Todas las canciones escritas y compuestas por Sonic Youth, exceptuando donde se indica. 
| Kill Yr Idols |                                    |                      |          |  |
| N.º           | Título                             | Escritor(es)         | Duración |  |
| 1.            | «(She's in A) Bad Mood»            |                      | 5:30     |  |
| 2.            | «Protect Me You»                   |                      | 5:21     |  |
| 3.            | «Freezer Burn/I Wanna Be Your Dog» | Iggy and The Stooges | 3:31     |  |
| 4.            | «Shaking Hell»                     |                      | 3:56     |  |
| 5.            | «Inhuman»                          |                      | 3:56     |  |
| 6.            | «The World Looks Red»              |                      | 2:37     |  |
| 7.            | «Confusion is Next»                |                      | 3:21     |  |
| 8.            | «Making the Nature Scene»          |                      | 2:56     |  |
| 9.            | «Lee Is Free»                      |                      | 3:22     |  |
| 10.           | «Kill Yr Idols»                    | Thurston Moore       | 2:51     |  |
| 11.           | «Brother James»                    | Kim Gordon           | 3:17     |  |
| 12.           | «Early American»                   | Kim Gordon           | 6:07     |  |
| 13.           | «Shaking Hell» (en directo)        |                      | 3:15     |  |
| 50:00         |                                    |                      |          |  |